# Pueblo Nuevo Parte Alta
Pueblo Nuevo Parte Alta är en ort i Mexiko.   Den ligger i kommunen Oaxaca de Juárez och delstaten Oaxaca, i den sydöstra delen av landet, 400 km sydost om huvudstaden Mexico City. Pueblo Nuevo Parte Alta ligger 1 649 meter över havet och antalet invånare är 170.
Terrängen runt Pueblo Nuevo Parte Alta är varierad. Runt Pueblo Nuevo Parte Alta är det mycket tätbefolkat, med 3 494 invånare per kvadratkilometer. Närmaste större samhälle är Oaxaca de Juárez, 6,1 km sydost om Pueblo Nuevo Parte Alta. Trakten runt Pueblo Nuevo Parte Alta består till största delen av jordbruksmark.